# Bahía San Gregorio (Argentina)
La bahía San Gregorio es un cuerpo de agua ubicado en la costa del departamento Florentino Ameghino, en la provincia del Chubut (Patagonia Argentina). Se halla a 25 km al sureste en línea recta de la ciudad de Camarones. Se encuentra aproximadamente en la posición geográfica 45°00′32″S 65°36′46″O / -45.00889, -65.61278. Se trata de una pequeña bahía orientada al este, en cuyo extremo sur se halla el Cabo de Matas y al norte la Punta Dos Bahías
En esta zona se encuentra el Faro San Gregorio, faro no habitado de la Armada Argentina, que fue librado al servicio el día 17 de mayo de 1968.
El nombre de la bahía fue dado por el Capitán Joaquín Olivares y Centeno quien penetró en ella el 11 de marzo de 1746 y la recorrió hasta el día siguiente, el 12 de marzo, día de San Gregorio Magno. Joaquín de Olivares era el capitán de la expedición en la que participaron también los jesuitas José Cardiel, Matías Strobel y José Quiroga para crear una reducción en la Patagonia.